# Valerie Carter
Valerie Gail Zakian Carter (* 5. Februar 1953 in Winter Haven, Florida; † 4. März 2017 in Saint Petersburg, Florida) war eine US-amerikanische Sängerin und Songschreiberin.

## Biografie
Erste Erfolge feierte Carter zunächst als Songschreiberin. So hatte die Folk-Sängerin Judy Collins 1973 einen Top-40-Hit mit einer ihrer Kompositionen: Cook with Honey. Der Singer/Songwriter Jackson Browne schrieb mit ihr und Lowell George das Lied Love Needs a Heart, das auf Brownes über sieben Millionen Mal verkauftem Album Running on Empty veröffentlicht wurde. Außerdem war Carter kurzzeitig Mitglied der Folk-Rock-Band Howdy Moon, die bei A&M 1974 eine wenig beachtete LP veröffentlichte, die auch eine Version von Cook with Honey enthält.
Carter veröffentlichte ab Ende der 1970er Jahre rund ein halbes Dutzend Solo-Alben, von denen ihr Debüt Just a Stone’s Throw Away (1977) als einziges die US-amerikanischen Charts erreichte. Die Höchstplatzierung war Platz 182. Enthalten ist ein Cover des Soul-Titels Ooh Child, der auch auf dem Soundtrack zum Film Wut im Bauch zu hören war. Diese Aufnahme gehört zu ihren bekanntesten Songs.
Ein Duett mit dem Rocksänger Eddie Money brachte Carter Ende 1980 ihren einzigen Eintrag als Interpretin in die Single-Hitliste der USA ein: Let’s Be Lovers Again erreichte Platz 65. Sechs Jahre später gelang ihr ein weiterer kleiner Hit in den Adult-Contemporary-Charts der USA: Love Can Take Us All the Way, ein Duett mit dem Schauspieler Jack Wagner, erreichte Platz 15.
Neben ihrer eigenen Karriere war Carter besonders als Backgroundsängerin gefragt: Sie arbeitete über viele Jahrzehnte mit James Taylor zusammen, mit dem sie auch privat befreundet war und begleitete diesen auf Tournee. Des Weiteren ist sie auf Alben von Linda Ronstadt, Little Feat, Lyle Lovett, Neil Diamond und Ringo Starr zu hören. Ende 1982 landete Steve Winwood einen kleinen Hit in den USA und Großbritannien mit dem Lied Valerie, dessen Text von Carter inspiriert war. Dieser Song diente als Basis für den weltweiten Hit Call on Me von Eric Prydz.
Carter kämpfte jahrzehntelang mit Drogenproblemen, die sie aber unter anderem dank der Hilfe ihres Freundes James Taylor überwand.